# USS Biloxi (CL-80)
USS Biloxi (CL-80) là một tàu tuần dương hạng nhẹ thuộc lớp Cleveland của Hải quân Hoa Kỳ được hoàn tất vào giai đoạn cuối Chiến tranh Thế giới thứ hai. Nó là chiếc tàu chiến đầu tiên và duy nhất của Hải quân Mỹ được đặt cái tên này, theo tên thành phố Biloxi thuộc tiểu bang Mississippi. Biloxi đã phục vụ thuần túy tại Mặt trận Thái Bình Dương từ khi nhập biên chế cho đến khi chiến tranh kết thúc. Giống như hầu hết các tàu chị em cùng lớp, nó xuất biên chế không lâu sau đó, được đưa về lực lượng dự bị và không bao giờ phục vụ trở lại; con tàu bị tháo dỡ vào năm 1962. Biloxi được tặng tưởng chín Ngôi sao chiến trận cho thành tích hoạt động trong Thế Chiến II.

## Thiết kế và chế tạo

### Thiết kế
Lớp Cleveland được thiết kế nhằm mục đích gia tăng tầm xa hoạt động, tăng cường hỏa lực phòng không và sự bảo vệ chống ngư lôi so với các tàu tuần dương Hoa Kỳ trước đây. Cho dù kém hơn ba nòng pháo 6-inch so với những chiếc lớp Brooklyn dẫn trước, hệ thống kiểm soát hỏa lực mới và tiên tiến hơn giúp cho lớp Cleveland có được ưu thế về hỏa lực trong chiến đấu thực tế. Tuy nhiên việc tăng cường thêm dàn hỏa lực phòng không hạng nhẹ cho đến cuối Thế Chiến II khiến các con tàu bị nặng đầu đáng kể.

### Chế tạo
Biloxi được đặt lườn vào ngày 9 tháng 7 năm 1941 tại xưởng tàu của hãng Newport News Shipbuilding & Dry Dock Company tại Newport News, Virginia. Nó được hạ thủy vào ngày 23 tháng 2 năm 1943, được đỡ đầu bởi Bà Katharine G. Braun, phu nhân thị trưởng thành phố Biloxi, và được đưa ra hoạt động tại Xưởng hải quân Norfolk vào ngày 31 tháng 8 năm 1943 dưới quyền chỉ huy của hạm trưởng, Đại tá Hải quân Daniel M. McGurl.

## Lịch sử hoạt động

### Huấn luyện và thử máy – 1943

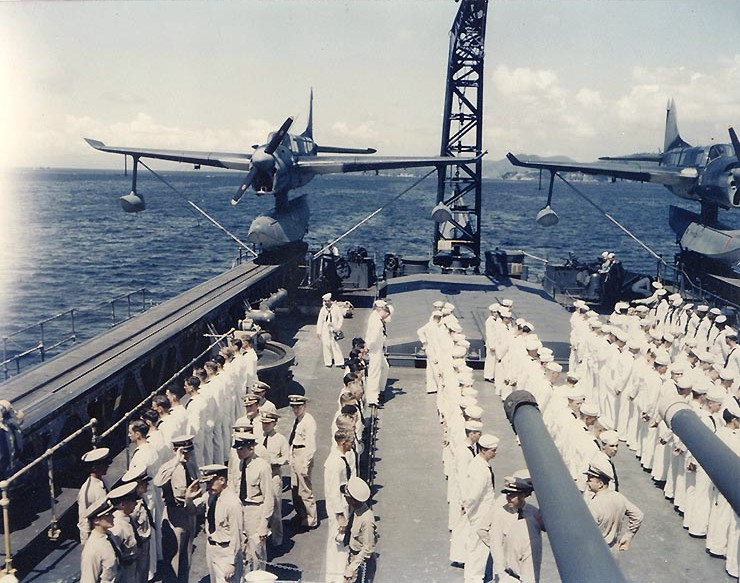
Phía đuôi của USS Biloxi với các thủy phi cơ SO3C, năm 1943

Chiếc tàu tuần dương hạng nhẹ được tiếp tục hoàn tất việc trang bị tại Norfolk, Virginia cho đến ngày 17 tháng 9 khi nó bắt đầu tiến hành chạy thử máy và huấn luyện ở vịnh Chesapeake. Công việc này bao gồm thực hành phóng và thu hồi thủy phi cơ, thực hành tác xạ để thử nghiệm cấu trúc tàu, thực hành xác định mục tiêu ban ngày và thực tập phòng không. Thủy thủ đoàn cùng thực hiện thành công một cuộc thực tập cứu người trên biển ngoài kế hoạch khi một thủy thủ bị rơi xuống biển bởi một tháp pháo đang xoay. Ngày 29 tháng 9, Biloxi cùng tàu khu trục Sproston khởi hành đi Trinidad. Trên đường đi, một trong số bốn thủy phi cơ Curtiss SO3C Seamew của Biloxi gặp tai nạn khi đang tìm cách hạ cánh bên mạn trái. Cả phi công Ensign H. Jolly lẫn hành khách J. Phagan đều được cứu thoát, và xác chiếc máy bay bị đánh đắm bởi hỏa lực pháo do trở thành vật cản nguy hiểm trong hàng hải.
Sau khi đi đến Trinidad vào ngày 3 tháng 10, Biloxi tiến hành huấn luyện chiến trận cùng các mục thực hành khác trong hai tuần. Chúng bao gồm việc thử nghiệm cân chỉnh radar, thực hành chiến trận ngày và đêm, thực tập tiếp nhiên liệu ngoài biển và thực tập dẫn đường tuần tra chiến đấu trên không (CAP) cho máy bay tiêm kích. Rời Trinidad vào ngày 18 tháng 10, chiếc tàu tuần dương hạng nhẹ quay trở lại Xưởng hải quân Norfolk vào ngày 26 tháng 10 cho công việc đại tu sau chạy thử máy. Sau khi được sửa chữa và thực hiện một chuyến đi ngắn về phía Bắc đến Rockland, Maine để chuẩn hóa con quay và la bàn, Biloxi hướng về phía Nam vào ngày 20 tháng 11 đi đến vùng kênh đào Panama.
Băng qua kênh đào Panama vào ngày 24 tháng 11, Biloxi đi đến San Francisco vào ngày 4 tháng 12. Tại đây, thủy thủ đoàn chất lên tàu hàng tiếp liệu và thay thế bốn chiếc SO3C bằng hai chiếc thủy phi cơ Vought OS2U Kingfisher trước khi lên đường đi Hawaii vào ngày 7 tháng 12. Nó đi đến Oahu vào ngày 11 tháng 12, rồi tiến hành thực tập bắn pháo hỗ trợ tại đảo Kahoolawe cùng với chiếc tàu tuần dương hạng nặng Wichita từ ngày 15 đến ngày 19 tháng 12. Chiếc tàu tuần dương hạng nhẹ quay trở lại San Francisco vào ngày hôm sau, đến nơi vào ngày 24 tháng 12. Sau khi di chuyển đến San Pedro để sửa chữa quạt gió, nó trình diện để phục vụ cùng Đệ Ngũ hạm đội. Ngày 1 tháng 1 năm 1944, Biloxi gia nhập cùng thiết giáp hạm Maryland, các tàu tuần dương Louisville và Mobile cùng hai tàu khu trục để thực hành bắn phá bờ biển và đổ bộ tại đảo San Clemente. Quay trở lại San Pedro, con tàu được tiếp tế và tiếp nhiên liệu để chuẩn bị tham gia Chiến dịch Flintlock.

### Quần đảo Marshall – 1944
Sau khi gia nhập Đội đặc nhiệm 53.5 tại Hawaii, Biloxi ra khơi vào ngày 13 tháng 1 hướng đến khu vực Quần đảo Marshall. Cùng với Louisville, Mobile, Santa Fe và sáu tàu khu trục, nó tiếp cận đảo san hô Wotje vào sáng sớm ngày 30 tháng 1. Sau khi phóng ra chiếc thủy phi cơ trinh sát Kingfisher, nó tiến hành bắn phá vô hiệu hóa sân bay của Nhật Bản tại Wotje cho đến giữa trưa. Các khẩu đội pháo phòng duyên đối phương bắn trả rời rạc, một quả đạn pháo đã suýt trúng Biloxi, và sau đó một phát đạn pháo nảy lia thia đã trúng vào cấu trúc thượng tầng bên trên cầu tàu tín hiệu, nhưng may mắn là quả đạn đã không phát nổ. Trong hai ngày sau đó, chiếc tàu tuần dương tiếp tục tham gia nhiều cuộc bắn phá bờ biển khác xuống Roi-Namur nhằm hỗ trợ cho cuộc đổ bộ do Lực lượng Tấn công phía Bắc thực hiện. Sau đó nó hộ tống cho ba chiếc tàu sân bay hộ tống trong năm ngày trước khi tiến vào vũng biển Majuro vào ngày 7 tháng 2 để tiếp nhiên liệu.
Vào ngày 12 tháng 2, Biloxi gia nhập Đội đặc nhiệm 58.1, vốn được xây dựng chung quanh các tàu sân bay Enterprise, Yorktown và Belleau Wood, và lên đường đi về phía Tây cho một cuộc không kích xuống căn cứ chủ lực của Nhật Bản tại Truk thuộc khu vực Trung tâm Thái Bình Dương. Được dự định hỗ trợ cho cuộc đổ bộ lên Eniwetok cũng như thu hút sự chú ý của phía Nhật khỏi các hoạt động của Đồng Minh tại New Guinea, Chiến dịch Hailstone được bắt đầu vào ngày 16 tháng 2 khi các tàu sân bay tấn công các sân bay tại Truk. Sau một đợt tấn công thứ hai vào sáng ngày 17 tháng 2, đội đặc nhiệm rút lui về phía Đông để tiếp nhiên liệu. Sau khi Enterprise được cho tách ra vào cuối ngày hôm đó, các con tàu còn lại được điều sang Đội đặc nhiệm 58.2 và di chuyển về phía Tây Bắc cho một cuộc tấn công nhắm vào Saipan.

### Quần đảo Mariana - 1944
Vào ngày 19 tháng 2, một máy bay trinh sát Nhật Bản tiếp cận đội đặc nhiệm và bị hỏa lực phòng không bắn rơi; trong hoạt động này, một loạt đạn pháo phòng không đã rơi chỉ cách mũi Biloxi 500 yd (460 m) bên mạn phải. Mặc dù đội đặc nhiệm hy vọng né tránh được sự phát hiện của đối phương, sự việc trở nên rõ ràng vào chiều tối ngày 21 tháng 2 là phía Nhật đang theo dõi họ. Bắt đầu lúc 23 giờ 00 tối hôm đó và kéo dài cho đến 10 giờ 00 sáng hôm sau, lực lượng bị ba đợt máy bay ném bom Mitsubishi G4M "Betty" đặt căn cứ trên đất liền tấn công. Có tổng cộng 19 máy bay ném bom tấn công vào ban đêm và thêm năm chiếc khác tiếp cận vào buổi sáng; không có chiếc nào xâm nhập được vào đội hình hộ tống, và 11 chiếc đã bị bắn rơi bởi hỏa lực phòng không. Sau các cuộc không kích nhắm vào Saipan, đội đặc nhiệm quay trở về Majuro vào ngày 26 tháng 2.
Biloxi được nghỉ ngơi và tái vũ trang trước khi lại lên đường vào ngày 7 tháng 3 cùng với Enterprise, Belleau Wood, hai tàu tuần dương hạng nhẹ khác và tám tàu khu trục. Chúng hướng về phía Nam, băng qua đường xích đạo và đi đến Espiritu Santo vào ngày 11 tháng 3. Tại đây, các con tàu được tiếp liệu trước khi tiếp tục đi đến đảo Emirau thuộc quần đảo Bismarck. Chiếc tàu tuần dương đã hỗ trợ cho chiến dịch đổ bộ của lực lượng Thủy quân Lục chiến tại đây từ ngày 20 tháng 3 đến ngày 25 tháng 3.
Quay trở lên phía Bắc vào ngày hôm sau, đội đặc nhiệm có sự tham gia bổ sung của tàu sân bay Cowpens, một tàu tuần dương hạng nhẹ thứ tư và thêm chín tàu khu trục trước khi tiến hành đợt không kích xuống các vị trí Nhật Bản tại phía Tây quần đảo Caroline. Vào ngày 30 tháng 3, Biloxi hộ tống cho các tàu sân bay trong cuộc không kích vào Palau. Một máy bay ném bom "Betty" bị bắn rơi khi nó cố xâm nhập đội hình sáng hôm đó, và đến đêm các khẩu đội phòng không còn phát hiện một máy bay ném bom Aichi D3A "Val" từ tàu sân bay, đã bắn nhiều loạt đạn pháo 5 inch nhưng không thể bắn hạ nó. Sau khi chứng kiến ba tàu tuần tra Nhật Bản bị hai chiếc tàu khu trục Mỹ tiêu diệt ngoài khơi Woleai vào ngày hôm sau, Biloxi quay trở lại Majuro, đến nơi vào ngày 6 tháng 4.
Sau một tuần lễ bảo trì, Biloxi lại lên đường vào ngày 13 tháng 4 cùng với Đội đặc nhiệm 58.1 tham gia chiến dịch Đổ bộ lên Hollandia. Vào ngày 21 tháng 4, nó hộ tống cho các tàu sân bay khi chúng tung ra đợt không kích nhắm vào máy bay và cơ sở đối phương tại Sawar, Wakde và Sarmi thuộc New Guinea. Lúc 14 giờ 56 phút, chiếc tàu tuần dương phóng lên hai chiếc thủy phi cơ Kingfisher để giải cứu đội bay của một chiếc máy bay ném bom-ngư lôi Grumman TBF Avenger bị bắn rơi. Tuy nhiên cả hai đã không thể tìm thấy chiếc máy bay bị rơi, và một trong hai chiếc Kingfisher bị cạn nhiên liệu; Trung úy Hải quân H. Jolly phải hạ cánh trên biển và được tàu khu trục Frazier giải cứu.
Chiều tối hôm đó, Biloxi cùng hai tàu tuần dương hạng nhẹ khác và năm tàu khu trục tiếp cận Wakde và Sawar. Chúng khai hỏa lúc 01 giờ 15 phút và ngừng bắn lúc 02 giờ 25 phút ngày 22 tháng 4 sau khi đã nhắm vào máy bay tại Wakde cùng sân bay và kho dự trữ đối phương tại Sawar. Gia nhập trở lại lực lượng tàu sân bay sáng hôm sau, Biloxi giúp hộ tống các tàu sân bay cho đến khi quay trở lại đảo Manus vào ngày 28 tháng 4. Đội đặc nhiệm lại hướng lên phía Bắc tấn công căn cứ Nhật Bản tại Truk vào ngày 29 tháng 4. Biloxi bảo vệ cho các tàu sân bay trong cuộc tấn công này cũng như xuống Ponape thuộc quần đảo Caroline vào ngày hôm sau. Nó chứng kiến các thiết giáp hạm bắn phá Ponape trong ngày 1 tháng 5. Các con tàu hướng đến quần đảo Marshall, đi đến đảo san hô Kwajalein vào ngày 4 tháng 5. Chiếc tàu tuần dương được tiếp nhiên liệu, đạn dược và hàng tiếp liệu nhằm chuẩn bị cho Chiến dịch Forager, kế hoạch giải phóng quần đảo Mariana.
Được giao nhiệm vụ tiêu diệt sức mạnh của lực lượng không quân Nhật Bản tại Mariana, 15 tàu sân bay nhanh thuộc Lực lượng Đặc nhiệm 58 đã vạch kế hoạch tấn công các sân bay tại Saipan, Tinian và Guam. Chúng cũng chuẩn bị cho một cuộc đối đầu hạm đội trong trường hợp các tàu sân bay Nhật tìm cách can thiệp vào việc đổ bộ của lực lượng Hoa Kỳ. Biloxi gia nhập Đội đặc nhiệm 58.2, vốn được hình thành chung quanh các tàu sân bay Bunker Hill, Wasp, Monterey và Cabot và bảo vệ các tàu sân bay khi chúng không kích xuống Saipan và Tinian trong ngày 12 tháng 6. Nhiều cuộc không kích đánh trả của đối phương bị máy bay tuần tra chiến đấu và hỏa lực phòng không đẩy lùi, kể cả một máy bay Nhật bị tàu khu trục Conyngham bắn rơi. Chiếc tàu tuần dương đã hộ tống cho các tàu sân bay trong suốt quá trình đổ bộ lên Saipan bắt đầu từ ngày 15 tháng 6. Ngày hôm sau, lực lượng đặc nhiệm nhận được tin tức về một lực lượng Nhật Bản lớn đang tiếp cận quần đảo Mariana từ hướng Philippine. Sau khi hội quân với ba đội đặc nhiệm tàu sân bay khác vào khoảng trưa ngày 18 tháng 6, các con tàu chiến chiếm lấy vị trí tuần tra ở khoảng 150 dặm về phía Tây Saipan. Từ vị trí này bên sườn phía Nam của lực lượng tàu sân bay, Biloxi tham gia Trận chiến biển Philippine.

### Trận chiến biển Philippine – 1944

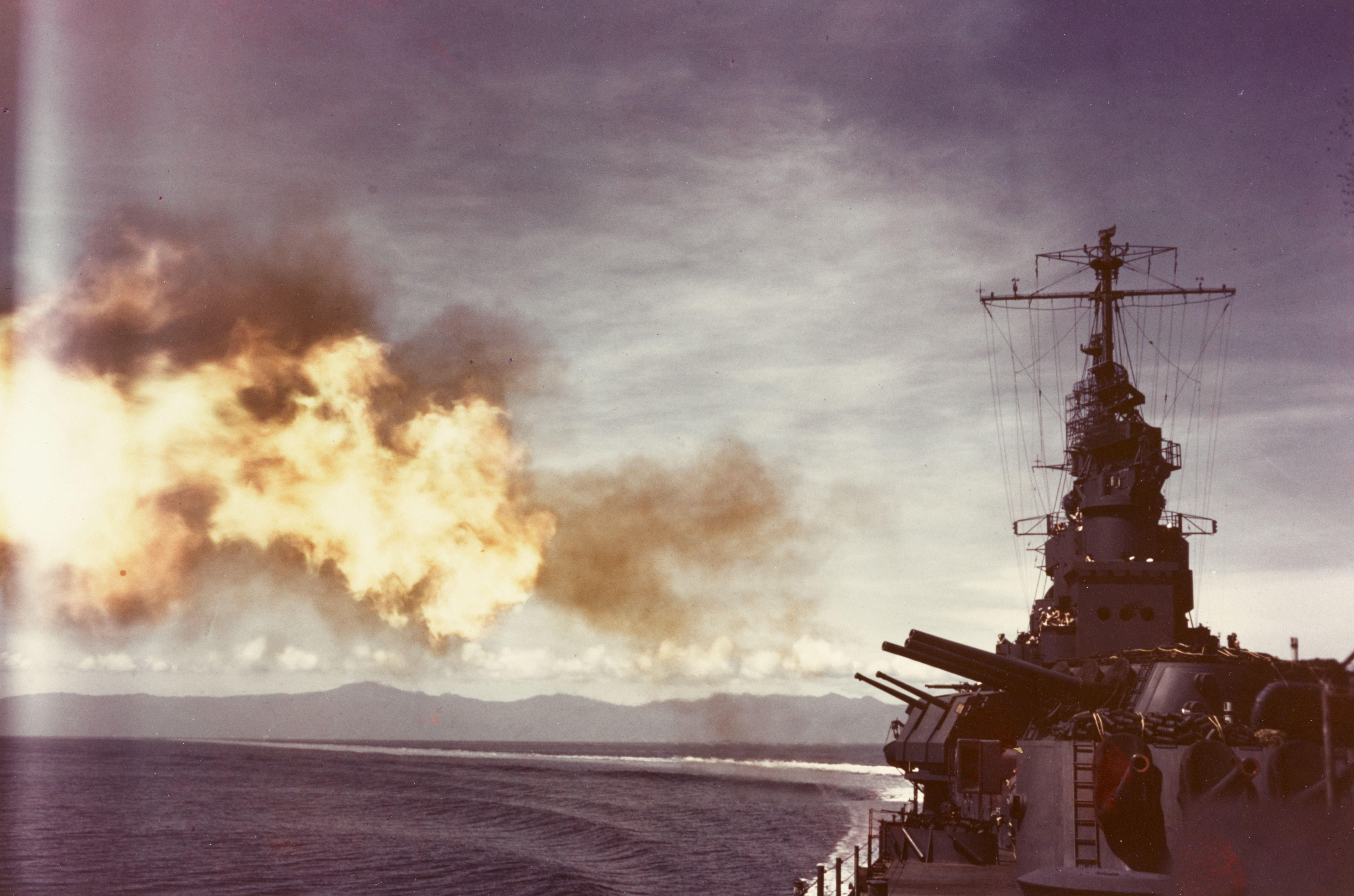
Biloxi đang khai hỏa các khẩu pháo 6 inch lúc đang chạy thử máy, năm 1943

Mặc dù máy bay trinh sát không thể phát hiện các tàu sân bay Nhật Bản đang đến gần, sự hiện diện của máy bay trinh sát đối phương chứng tỏ phía Nhật đã tìm thấy đối thủ. Sáng ngày 19 tháng 6, đợt đầu tiên trong số 14 cuộc không kích của đối phương xuất hiện trên màn hình radar, và bắt đầu tiếp cận lực lượng đặc nhiệm. Đa số các cuộc không kích này bị phá vỡ và tiêu diệt bởi lực lượng máy bay tuần tra chiến đấu trên không, phá hỏng kế hoạch tân công tiếp theo, nhưng một số cũng đã tìm cách vượt qua được hàng rào phòng thủ.
Vào khoảng trưa, sáu chiếc máy bay ném bom bổ nhào Yokosuka D4Y "Judy" lẩn tránh được các máy bay tiêm kích của Mỹ và tiếp cận Đội đặc nhiệm 58.2. Biloxi cùng với các tàu hộ tống khác đã nổ súng vào hai chiếc đang tìm cách tấn công Bunker Hill, bắn rơi được cả hai. Có thêm ít nhất bốn chiếc Judy tấn công đội đặc nhiệm vào xế trưa hôm đó nhưng tất cả đều bị bắn hạ mà không gây được thiệt hại nào. Đây chỉ là một phần trong khoảng 300 máy bay Nhật Bản bị mất trong trận chiến vốn được đặt tên lóng là "Cuộc săn vịt trời Mariana vĩ đại".
Ngày hôm sau, lực lượng đặc nhiệm Mỹ phát hiện ra các tàu sân bay Nhật đang rút lui về phía Đông vào ban đêm. Tin tức trinh sát được xác nhận lúc 16 giờ 13 phút đã đưa đến việc tung ra một cuộc không kích với sự tham gia của hơn 200 máy bay Mỹ, vốn đã bắt kịp đối phương đang tháo chạy lúc hoàng hôn và đánh chìm được tàu sân bay Hiyō và làm hư hại một chiếc khác. Khi quay trở về các tàu sân bay, máy bay Mỹ đối diện với một cuộc hạ cánh ban đêm đầy khó khăn, nhiều chiếc bị đắm do bóng tối hay hết nhiên liệu; Biloxi tham gia cùng các tàu chiến khác giải cứu các phi công bị rơi trên biển. Sau khi vô vọng đuổi theo lực lượng đối phương trong ngày 21 tháng 6, các tàu chiến Mỹ từ bỏ cuộc săn đuổi và rút lui, về đến Eniwetok vào ngày 27 tháng 6.

### Quần đảo Mariana – 1944
Chiếc tàu tuần dương hạng nhẹ chỉ ở lại quần đảo Marshall một thời gian ngắn. Nó khởi hành đi về phía Tây cùng với Đội đặc nhiệm 58.1, đi đến quần đảo Bonin vào ngày 30 tháng 6, hộ tống cho các tàu sân bay Yorktown, Hornet và Bataan khi chúng tung máy bay tiêm kích càn quét cùng các cuộc tấn công khác xuống Iwo Jima vào ngày 3 tháng 7. Sau đó Biloxi tham gia nhóm bắn phá bao gồm bốn tàu tuần dương hạng nhẹ và bảy tàu khu trục, khi chúng tiếp cận Iwo Jima vào ngày hôm sau. Sau khi bắt đầu khai hỏa lúc 14 giờ 45 phút, ba máy bay tiêm kích Nhật Bản cất cánh từ Iwo Jima đã tấn công những chiếc thủy phi cơ trinh sát pháo binh từ các tàu tuần dương Mỹ. Mặc dù chiếc Kingfisher của Biloxi rút lui an toàn dưới sự che chở của hỏa lực phòng không, máy bay trinh sát của chiếc Santa Fe chị em bị hư hại nặng do hỏa lực đối phương và bị buộc phải hạ cánh khẩn cấp; đội bay sau đó được tàu khu trục Burns giải cứu. Sau khi các kẻ tấn công bị đánh đuổi, đội bắn phá tiếp tục hoạt động, gây nhiều thiệt hại cho đối phương trước khi rút lui.
Sau khi được tiếp nhiên liệu ngoài biển, chiếc tàu tuần dương trải qua hai tuần lễ tiếp theo hộ tống các tàu sân bay khi chúng tung ra các cuộc không kích xuống Guam và Rota thuộc quần đảo Mariana. Vào ngày 24 tháng 7, đội đặc nhiệm tiến về phía Nam để tấn công Palau, Yap và Ulithi. Hoạt động không quân Nhật Bản trong các chiến dịch này khá giới hạn, không có máy bay đối phương nào tiếp cận đội đặc nhiệm. Sáng ngày 27 tháng 7, Biloxi cho phóng lên hai thủy phi cơ Kingfisher để giải cứu một phi công được phát hiện trên mặt nước ngoài khơi mũi cực Nam của đảo Yap. Một chiếc do Trung úy R. Dana điều khiển đã phát hiện viên phi công lúc 09 giờ 05 phút và đã hạ cánh ngay phía ngoài rặng san hô bao quanh hòn đảo. Một khẩu pháo phòng không nhật bắt đầu nhắm vào chiếc thủy phi cơ, nhưng bị làm im tiếng bởi bốn máy bay tiêm kích đang tuần tra chung quanh. Viên phi công bị bắn rơi tìm cách chèo chiếc bè của mình vượt qua phá nước dọc theo rặng san hô, nơi ông bị ngất do kiệt sức. Trung úy Dana đã tìm cách len vào giữa chiếc bè và rặng san hô, kéo được viên phi công bằng dây thừng. Ông cất cánh lúc 09 giờ 40 phút và quay trở lại đội đặc nhiệm an toàn ngay trong buổi sáng hôm đó.

### Quần đảo Volcano và Ryukyu - 1944

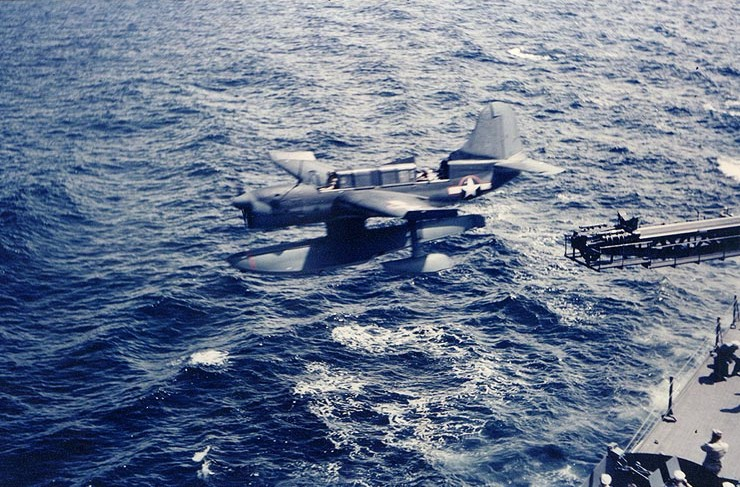
Một thủy phi cơ Curtiss SO3C được phóng từ Biloxi vào năm 1943

Sau một đợt không kích khác vào ngày 28 tháng 7, các cơn mưa giông mạnh cùng thời tiết xâu đã ngăn trở các cuộc tấn công khác, nên đội đặc nhiệm quay trở lại quần đảo Mariana. Sau một chặng dừng tiếp liệu ngắn tại Saipan vào ngày 2 tháng 8, đội đặc nhiệm lại lên đường hướng sang phía Tây cho một đợt tấn công các quần đảo Bonin và Volcano. Trong một đợt càn quét bằng máy bay tiêm kích, một phi công phát hiện nhóm tàu nhỏ đối phương trong khu vực, nên Biloxi cùng ba tàu tuần dương khác và bảy tàu khu trục tiếp cận Bonin để càn quét tàu bè. Sau khi các tàu khu trục Brown và Izard đánh đắm một thuyền buồm nhỏ, radar các tàu tuần dương phát hiệm một đoàn tàu vận tải Nhật về phía Bắc Muko Jima. Đề phòng nguy cơ ngư lôi của đối phương, các tàu tuần dương giữ xa khoảng cách và khai hỏa ở tầm bắn tối đa, làm hư hại và cuối cùng đánh chìm tàu khu trục hộ tống Matsu và chiếc tàu tiếp than Ryuko Maru.
Lúc 04 giờ 00 sáng hôm sau, trong khi chuẩn bị cho nhiệm vụ bắn phá Ani Jima và Chichi Jima, một máy bay ném bom "Betty" Nhật Bản bất ngờ bay đến từ phía đuôi và băng qua chiếc tàu tuần dương; phút chốc sau một vụ nổ lớn diễn ra dưới nước ngay trên sóng nước của Biloxi, có thể do một quả ngư lôi. Vụ nổ gây rung động mạnh cho chiếc tàu tuần dương nhưng không gây hư hại, và nhiệm vụ bắn phá vào buổi sáng vẫn được tiến hành theo kế hoạch trước khi nó gia nhập trở lại cùng các tàu sân bay chiều hôm đó. Đội đặc nhiệm sau đó di chuyển về phía Đông, đi đến Eniwetok vào ngày 9 tháng 8. Sau khi Biloxi được tiếp nhiên liệu cặp theo chiếc tàu chở dầu Tappahannock, nó di chuyển vào một điểm neo đậu trong vũng biển để tiếp liệu; thủy thủ đoàn cũng được hưởng ba tuần lễ nghỉ ngơi và thư giãn. Được phân về Đội đặc nhiệm 38.4, chiếc tàu tuần dương lên đường vào ngày 28 tháng 8 cùng với các tàu sân bay Enterprise, Franklin và San Jacinto, tàu tuần dương New Orleans và 12 tàu khu trục. Di chuyển về phía Tây, lực lượng này tiếp cận quần đảo Bonin để vô hiệu hóa các căn cứ Nhật Bản tại đây chuẩn bị cho các hoạt động tiếp theo tại Palau và Philippine.
Sau khi Enterprise và Franklin tung ra một đợt càn quét bằng máy bay tiêm kích vào ngày 31 tháng 8, các tàu tuần dương tiếp cận để bắn phá Chichi Jima. Trong khi tác chiến, một máy bay ném bom "Betty" Nhật Bản tìm cách lẻn lại gần nhưng bị hỏa lực phòng không đánh đuổi. Ngày hôm sau, các tàu chiến tiếp cận Iwo Jima bắn phá các mục tiêu trên bờ, lúc mà thủy thủ trên Biloxi chứng kiến máy bay chiến đấu bạn càn quét một tàu tuần tra đối phương. Sau đó tàu khu trục Helm tiếp cận mục tiêu và đánh chìm bằng hải pháo. Lúc 15 giờ 00 chiều, một máy bay ném bom bốn động cơ B-24D Liberator của Lục quân bị hư hỏng xuất hiện bên trên đội đặc nhiệm, và mười một thành viên của đội bay đã nhảy dù ra ngoài. Mười người đã được cứu vớt trên mặt biển, nhưng các chiếc tàu chiến đã không tìm thấy người cuối cùng mặc dù đã nỗ lực tối đa. Sau đó, đội đặc nhiệm di chuyển về phía Đông, và thả neo tại Saipan vào ngày 4 tháng 9.
Biloxi tiếp tục một nhịp điệu tác chiến khẩn trương khi khởi hành đi về phía Nam hướng đến Yap vào ngày hôm sau. Nó tiến hành một đợt bắn phá vào sáng ngày 7 tháng 9, phá hủy một kho chứa xe cộ và một kho dầu. Sau đó chiếc tàu tuần dương chiếm lấy vị trí bảo vệ các tàu sân bay và hộ tống chúng trong khi diễn ra các đợt không kích xuống Palau từ ngày 10 đến ngày 15 tháng 9. Trong thời gian này, Biloxi cũng tung thủy phi cơ Kingfisher của nó ra cho các phi vụ tuần tra chống tàu ngầm. Sau khi cuộc đổ bộ lên Palau được tiến hành vào ngày 15 tháng 9, chiếc tàu tuần dương quay trở lại quần đảo Admiralty để bảo trì. Trên đường đi, Biloxi băng qua đường xích đạo vào ngày 20 tháng 9 và đi đến Manus vào ngày hôm sau.
Sau khi được tiếp liệu và tiếp đạn dược, Biloxi lên đường băng qua eo biển Passage vào ngày 24 tháng 9 để gia nhập Đội đặc nhiệm 38.1. Cùng tham gia tại đây còn có các tàu sân bay nhanh thuộc Lực lượng Đội đặc nhiệm 38, và chúng tiếp tục đi đến phía Tây Okinawa vào ngày 8 tháng 10. Đi đến ngoài khơi quần đảo Ryukyu hai ngày sau đó, Biloxi hộ tống cho các tàu sân bay trong khi máy bay của chúng tấn công sân bay và các cơ sở trên bờ. Sáng hôm đó, hai thủy phi cơ Kingfisher được phóng lên từ chiếc tàu tuần dương hạng nhẹ để tìm kiếm một phi công của Franklin bị bắn rơi. Một chiếc đã hạ cánh và vớt được viên phi công, nhưng chiếc OS2U bị lật do biển động mạnh. Thay vì liều lĩnh với chiếc thủy phi cơ thứ hai, vốn máy bay cuối cùng còn hoạt động của nó, Biloxi đã cho phép hai phi công được cứu bởi tàu ngầm Sterlet.
Các tàu sân bay sau đó chuyển sang Đài Loan vào ngày 12 tháng 10cho một lượt không kích mạnh mẽ xuống các sân bay Nhật kéo dài hai ngày. Ngay trước bình minh ngày 13 tháng 10, bảy máy bay ném bom "Betty" ló ra sau đám mây của một cơn mưa giông, nhanh chóng tiếp cận các tàu sân bay. Các tháp pháo 6 inch phía trước của Biloxi cùng các khẩu đội 5 inch và 40 mm đã nhắm vào năm trong số máy bay đang lướt qua mạn trái; một chiếc bị bắn cháy, và sau khi Biloxi phải ngừng bắn để tránh bắn trúng hai tàu khu trục gần đó, cả năm máy bay đối phương đều bị bắn rơi bởi các tàu chiến khác trong đội hình hộ tống.

### Philippines - 1944-1945

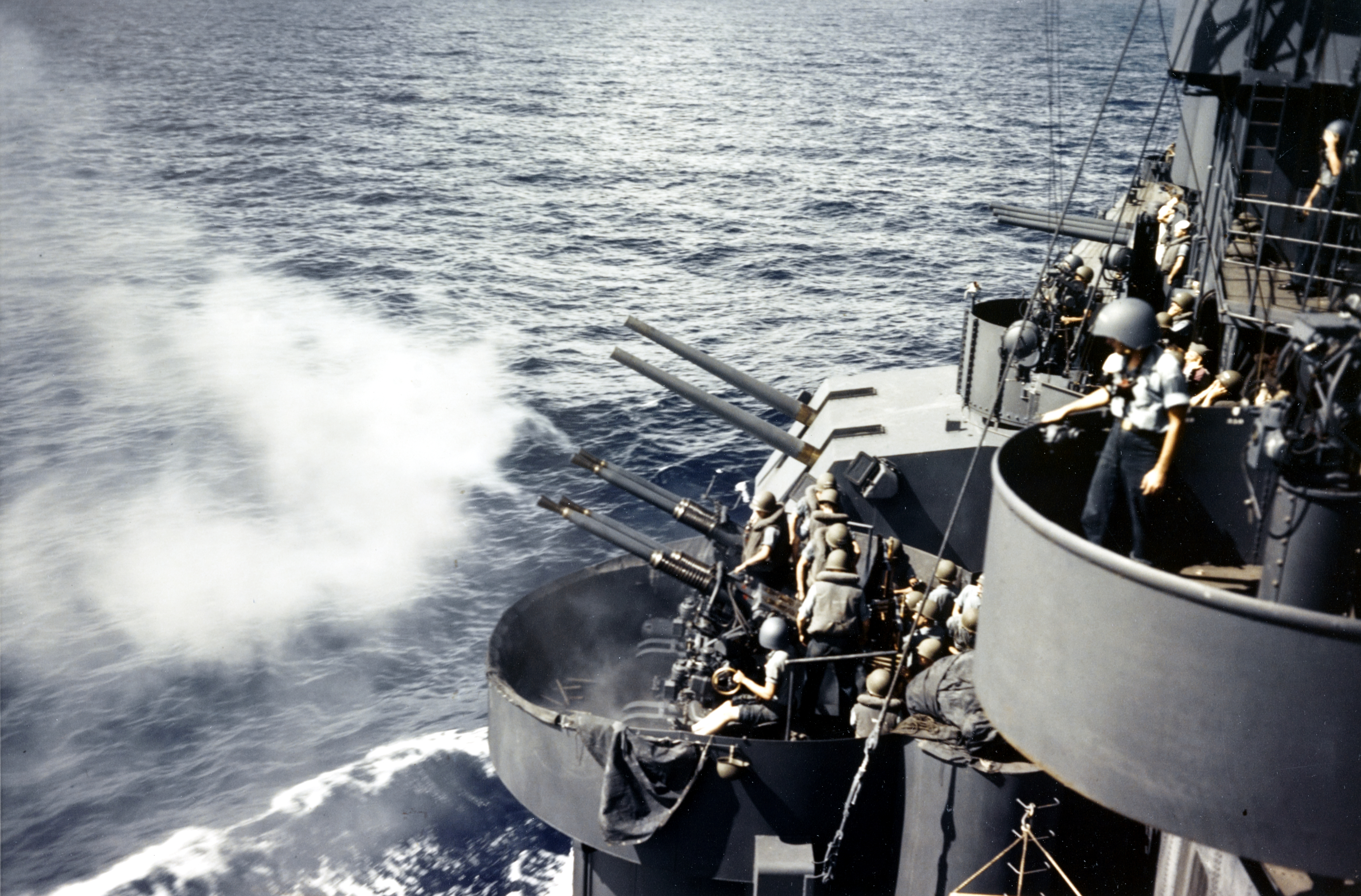
Biloxi đang thực hành tác xạ, tháng 10 năm 1943

Từ ngày 14 đến ngày 19 tháng 10, chiếc tàu tuần dương hạng nhẹ hộ tống cho các tàu sân bay trong khi chúng tấn công các sân bay ở Luzon chuẩn bị cho cuộc đổ bộ lên Leyte vào ngày 20 tháng 10. Nhiều đợt tấn công nhỏ của đối phương đã quấy rối đội đặc nhiệm nhưng không gây hư hại nào. Trong ngày 19 tháng 10, chiếc OS2U duy nhất còn lại của Biloxi phối hợp với một thủy phi cơ từ tàu tuần dương hạng nặng New Orleans đã cứu vớt thành công đội bay của một máy bay ném bom bổ nhào bị bắn rơi và đưa họ quay trở lại tàu sân bay Franklin.
Sau khi bảo vệ cho các cuộc không kích lên Leyte từ ngày 20 đến ngày 22 tháng 10, Biloxi được cho tách ra để gia nhập Đội đặc nhiệm 38.2 vốn được hình thành chung quanh các tàu sân bay Intrepid, Bunker Hill, Cabot and Independence. Khi nhận được tin tức về việc ba lực lượng tàu chiến Nhật Bản đang hướng đến Philippines, Đội đặc nhiệm 38.2 được tập trung ở phía Đông Samar. Vào ngày 22 tháng 10, ngày thứ hai của trận chiến vịnh Leyte, máy bay của Intrepid và Cabot tham gia các cuộc tấn công vốn đã đánh chìm thiết giáp hạm Musashi của Nhật về phía Nam Luzon. Các cuộc không kích khác cũng đã làm hư hại hai thiết giáp hạm khác.
Đêm đó, đội đặc nhiệm di chuyển lên phía Bắc ngoài khơi mũi Engaño săn đuổi lực lượng tàu sân bay đối phương đang rút chạy, năm chiếc trong số đó bị phá hủy do không kích vào ngày hôm sau. Cuối buổi chiều hôm đó, các tàu chiến Mỹ quay mũi về phía Nam trong một nỗ lực bắt kịp một lực lượng tàu nổi Nhật Bản khác đang rút lui. Ngay sau nữa đêm ngày 26 tháng 10, Biloxi cùng bốn tàu tuần dương và tàu khu trục khác bắt gặp tàu nổi đối phương gần eo biển San Bernardino, nhanh chóng nổ súng, phá hủy tàu khu trục Nhật Nowaki trong một vụ nổ dữ dội.
Ngày 28 tháng 10, Đội đặc nhiệm 38.2 quay trở lại nhiệm vụ không kích các sân bay tại Luzon và tàu bè Nhật trong vịnh Manila. Thời tiết xấu đã ngăn trở việc thu hồi máy bay trong ngày 29 tháng 10, và buổi chiều tối hôm đó được dành cho việc tìm cứu các phi công bị rơi. Sau một lượt rút lui để tiếp nhiên liệu và bổ sung máy bay thay thế, đội đặc nhiệm tiến hành thêm hai đợt không kích xuống Luzon vào những tuần đầu của tháng 11. Các cuộc tấn công này nhắm vào tàu bè và cơ sở cảng tại Manila và miền Trung Luzon, đánh chìm nữa tá tàu chiến nhỏ cùng hơn một tá tàu chở hành và tàu phụ trợ.
Vào ngày 15 tháng 11, Biloxi rời Philippines đi về phía Đông hướng đến Ulithi. Đến nơi hai ngày sau đó, chiếc tàu tuần dương được tiếp liệu và tiến hành những sửa chữa cần thiết. Biloxi cũng đón trở lại tàu Trung úy phi công Dana lái thủy phi cơ Kingfisher, người đã có một chuyến du hành ngoạn mục trên Sterlet trong thời gian mà chiếc tàu ngầm đánh chìm ít nhất hai tàu chở hàng đối phương. Đang khi ở lại Ulithi, vào ngày 20 tháng 11, thủy thủ của Biloxi trải qua kinh nghiệm một cuộc tấn công bằng ngư lôi cảm tử Kaiten Nhật Bản. Cả năm chiếc tàu ngầm bỏ túi đều bị mất trong cuộc tấn công, nhưng chỉ sau khi gây hư hại và cuối cùng làm chìm chiếc tàu chở dầu Mississinewa.
Ngày 22 tháng 11, Biloxi gia nhập Đội đặc nhiệm 38.3 cho một lượt không kích khác xuống Luzon. Trong khi các tàu sân bay tấn công tàu bè đối phương dọc theo bờ biển vào ngày 25 tháng 11, chiếc tàu tuần dương giúp đội đặc nhiệm đẩy lùi các cuộc tấn công cảm tử kamikaze. Nhiều đợt không kích vào ngày hôm đó đã phá vỡ hàng rào tuần tra chiến đấu của máy bay tiêm kích, gây hư hại cho năm tàu sân bay, buộc đội đặc nhiệm phải rút lui khỏi khu vực này.
Các tàu sân bay quay trở lại khu vực Philippines vào ngày 13 tháng 12, và ngoài việc không kích hỗ trợ cho cuộc đổ bộ lên Mindoro, chúng còn tung ra các cuộc không kích ban đêm đặc biệt nhắm vào các sân bay Nhật Bản. Các cuộc tấn công này đã ngăn trở máy bay ném bom bổ nhào kamikaze đối phương (biệt danh "green hornet") tung ra các đợt không kích phối hợp vốn đã gây hại cho các đội đặc nhiệm Mỹ vào cuối tháng 11.
Ngày 18 tháng 12, đội đặc nhiệm của Biloxi chịu đựng cơn bão Cobra về phía Đông Bắc đảo Samar, và bị tổn thất đáng kể. Ngoài ba tàu khu trục bị mất, nhiều tàu chiến khác cũng bị hư hại; bản thân Biloxi bị mất một chiếc thủy phi cơ OS2U do sóng cuốn xuống biển. Sau khi trải qua vài ngày tiếp theo tìm kiếm những người sống sót, chiếc tàu tuần dương hạng nhẹ đi đến Ulithi vào ngày 24 tháng 12 và ở lại đó trong một tuần lễ.
Biloxi ra khơi cùng với Đội đặc nhiệm 38.3 vào ngày 30 tháng 12 với dự định tấn công Đài Loan, Nansei Shoto và phía Bắc Luzon. Đội đặc nhiệm, được xây dựng chung quanh các tàu sân bay Essex, Ticonderoga và Langley, đã tung ra các cuộc không kích đầu tiên xuống Đài Loan vào ngày 3 tháng 1 năm 1945. Tuy nhiên, điều kiện thời tiết nhanh chóng xấu đi, và nhiều kế hoạch không kích bị hủy bỏ. Các tàu sân bay quay về phía Nam, và khi điều kiện thời tiết cho phép vào ngày 6 tháng 1, đã tấn công ồ ạt xuống Luzon hỗ trợ cho việc bắn phá và đổ bộ lên vịnh Lingayen. Các cuộc không kích này không đạt được mấy thành công, vì máy bay đối phương đã được che giấu và ngụy trang kỹ lưỡng. Đội đặc nhiệm sau đó chuyển hướng các cuộc không kích xuống các sân bay tại Đài Loan, quần đảo Ryukyu và Pescadores.
Chiều tối ngày 9 tháng 1, đội đặc nhiệm băng qua kênh Bashi thuộc eo biển Luzon, bắt đầu một đợt di chuyển nhanh về phía Nam. Hai ngày sau, máy bay của đội đặc nhiệm tấn công các mục tiêu giữa vịnh Cam Ranh và mũi Varella, tiêu diệt nhiều cơ sở trên bờ và vô hiệu hóa một đoàn tàu vận tải ven biển về phía Bắc Quy Nhơn. Chín tàu Nhật bị đánh chìm trong cuộc tấn công, và 13 chiếc khác bị hư hại. Sau một đợt rút lui để tiếp nhiên liệu, một hoạt động bị ngăn trở khó khăn hơn bởi một cơn bão quét qua khu vực, các tàu sân bay quay lên phía Bắc tấn công Hải Nam và Hong Kong. Ngày hôm sau, thủy thủ Daniel A. Little bị một cơn sóng lớn quét qua sàn tàu cuốn xuống biển. Đây là tổn thất nhân mạng đầu tiên của Biloxi trong chiến tranh.
Sau khi được tiếp nhiên liệu, đội đặc nhiệm vượt qua eo biển Balintang, để lại tiến hành các cuộc không kích xuống các sân bay tại Đài Loan trong ngày 21 tháng 1. Vào khoảng giữa ngày, máy bay cảm tử kamikaze đối phương bắt đầu tấn công với số lượng ngày càng nhiều; và trong các đợt nối tiếp nhau, hai máy bay đã đâm bổ vào tàu sân bay Ticonderoga và một chiếc khác gây hư hại cho tàu khu trục Maddox. Chiều tối hôm đó, Biloxi được cho tách ra để hộ tống hai chiếc tàu chiến bị hư hại quay về Ulithi, đến nơi vào ngày 26 tháng 1.

### Iwo Jima – 1945
Ngày 10 tháng 2, Biloxi gia nhập Đội đặc nhiệm 58.4 để lên đường cho các chiến dịch tại Iwo Jima. Sau các đợt càn quét của máy bay chiến đấu xuất phát từ tàu sân bay xuống các sân bay Nhật Bản tại khu vực Tokyo, đội đặc nhiệm tiếp cận Iwo Jima để hỗ trợ cho chiến dịch đổ bộ. Sáng ngày 19 tháng 2, Biloxi bắn pháo hỗ trợ cho lực lượng trên bờ; rồi chuyển sang bắn pháo quấy rối vào chiều tối hôm đó. Chuỗi hoạt động luân phiên này kéo dài cho đến ngày 21 tháng 2 khi khẩu đội 5 inch số 6 bắn nhầm vào nòng pháo của khẩu đội số 5, làm bị thương nhiều thủy thủ và phá hủy khẩu pháo. Bất chấp hư hại, Biloxi sau đó tái gia nhập Đội đặc nhiệm 58.4 và quay trở lại khu vực Tokyo để tấn công các xưởng chế tạo máy bay và sân bay trong ngày 25 tháng 2. Thời tiết không thuận lợi đã hạn chế, và cuối cùng buộc phải hủy bỏ các cuộc không kích vào xế chiều hôm đó, nên lực lượng rút lui về phía Nam. Sau khi tấn công các cơ sở trên bờ, sân bay và tàu bè tại Okinawa, đội đặc nhiệm được cho tách ra, và Biloxi quay về Ulithi, đến nơi vào ngày 1 tháng 3, nơi nó được tiếp liệu, nạp đạn dược và sửa chữa khẩu đội số 5.

### Okinawa - 1945
Ngày 21 tháng 3, Biloxi lên đường cùng một đội bắn phá hỗ trợ cho các hoạt động tại quần đảo Ryukyu. Được phân về Đội đặc nhiệm 54.1, nó giúp bảo vệ các hoạt động quét mìn cùng hoạt động của các đội phá hoại dưới nước, và sau đó là cuộc đổ bộ lên quần đảo Kerama vào ngày 26 tháng 3. Di chuyển đến Okinawa sáng hôm đó, nó tung ra các thủy phi cơ trinh sát cho các phi vụ chỉ điểm và trinh sát cũng như bắn vào các mục tiêu phía Tây Zanpa Misaki. Ngay lúc bình minh, một đợt máy bay kamikaze tìm cách xuyên qua hàng rào máy bay tuần tra chiến đấu để tiếp cận tấn công đội đặc nhiệm. Cho dù hai chiếc "Vals" nhanh chóng bị bắn rơi, một chiếc thứ ba đã đâm bổ vào thiết giáp hạm Nevada. Một chiếc thứ tư, bất chấp đã bị bắn trúng và cháy bùng, vẫn đâm vào Biloxi phía giữa tàu. May mắn tiếp tục mỉm cười với ciếc tàu tuần dương hạng nhẹ, khi quả bom 500 kg (1.100 lb) mang theo không phát nổ và con tàu chỉ bị hư hại nhẹ ở phòng kho chứa.
Biloxi trải qua ba tuần lễ tiếp theo tiến hành các hoạt động bắn phá bờ biển, bao gồm tiếp cận ở khoảng cách 3.000 yd (2.700 m) và sừ dụng pháo 40 mm hỗ trợ cho hoạt động của các đội phá hoại dưới nước. Kể từ ngày 1 tháng 4, nó bắn vào các mục tiêu đối phương về phía Bắc nơi đổ bộ chính, rồi tiếp tục nhiệm vụ bắn phá để hỗ trợ cho việc tiến quân của lực lượng trên bờ. Trong giai đoạn này, đội đặc nhiệm liên tục bị máy bay kamikaze tấn công, một chiếc đã suýt đâm trúng Biloxi vào ngày 3 tháng 4. Ngoài việc đánh trả các đợt không kích đó, chiếc tàu tuần dương hạng nhẹ còn phải tự vệ chống lại các đội xuồng máy cảm tử Shinyo.

### Quay trở về Hoa Kỳ - 1945
Biloxi rời Okinawa vào ngày 20 tháng 4 di chuyển về phía Đông hướng đến Ulithi, đến nơi vào ngày 24 tháng 4. Sau khi được chiếc Vulcan sửa chữa tạm thời những hư hại trong chiến đấu, nó tiếp tục đi về hướng Đông, ngang qua Trân Châu Cảng và về đến San Francisco vào ngày 11 tháng 5. Đi vào xưởng tàu của hãng Bethlehem Shipbuilding Corporation, chiếc tàu tuần dương hạng nhẹ trải qua ba tuần lễ tiến hành những sửa chữa và bào trì động cơ cần thiết. Sau khi công việc hoàn tất vào ngày 6 tháng 7, Biloxi trải qua hai tuần tiến hành thử máy sau đại tu và huấn luyện ôn tập ngoài khơi San Diego và San Clemente. Chuỗi hoạt động bình yên này bị ngắt quãng vào ngày 14 tháng 7 khi một đường ống cấp nước bị vỡ trong phòng nồi hơi phía sau, bùng phát hơi nước nóng làm bỏng nhẹ tám người.
Lại hướng sang phía Tây vào ngày 19 tháng 7, Biloxi thực hành bắn phá bờ biển tại khu vực Hawaii trước khi rời Trân Châu Cảng vào ngày 2 tháng 8. Trên đường đi đến Ulithi, chiếc tàu chiến tiến hành đợt bắn phá tầm xa xuống đảo Wake vào ngày 8 tháng 8, chủ yếu để huấn luyện pháo thủ của nó cho những hoạt động sắp tới tại chính quốc Nhật Bản. Sau khi dừng lại tại Ulithi vào ngày 12 tháng 8, nó tiếp nhiên liệu và tiếp tục đi đến Leyte, đến San Pedro vào ngày 14 tháng 8. Trong khi đang thả neo tại đây, tin tức về việc Nhật Bản đầu hàng được thông báo cho thủy thủ đoàn lúc 08 giờ 15 phút sáng hôm sau.

### Sau chiến tranh - 1945
Rời Philippines đi Okinawa vào ngày 20 tháng 8, chiếc tàu tuần dương hạng nhẹ đến nơi ba ngày sau đó, nhưng trải qua ba tuần lễ lưu lại đây chờ đợi chỉ thị mới. Ra khơi vào ngày 16 tháng 9, Biloxi đi đến Nagasaki, Nhật Bản để giải thoát tù binh chiến tranh. Đến nơi vào ngày 18 tháng 9, thủy thủ của nó chứng kiến sự tàn phá mà quả bom nguyên tử gây ra, và đã đón 11 cựu quân nhân Hoa Kỳ, 17 Anh, một Australia, một Canada và 187 Hà Lan; những cựu tù binh này được chuyển đến Okinawa vào ngày 21 tháng 9. Quay trở lại Nhật Bản, chiếc tàu chiến ghé qua Nagasaki, Wakayama, và Hiro Wan trong khi Lực lượng chiếm đóng Hoa Kỳ củng cố các vị trí trên bờ. Trong tháng 10, một số sĩ quan của con tàu đã tham gia thị sát các con tàu Nhật Bản còn sống sót tại Kure. Lên đường vào ngày 9 tháng 11, Biloxi đón các hành khách tại Okinawa vào ngày 11 tháng 11 trước khi khởi hành đi Trân Châu Cảng và rồi đến San Francisco, về đến cảng này vào ngày 27 tháng 11.

### Ngừng hoạt động - 1946-1962
Chiếc tàu chiến di chuyển đến Port Angeles, Washington vào ngày 15 tháng 1 năm 1946 và trình diện để chờ được ngưng hoạt động. Nó được chuẩn bị bất hoạt vào ngày 18 tháng 5 tại Xưởng hải quân Puget Sound, và đến ngày 29 tháng 10 năm 1946 nó được đưa về lực lượng dự bị. Tên của nó được rút khỏi danh sách Đăng bạ Hải quân vào ngày 1 tháng 12 năm 1961; và nó bị bán cho hãng Puget Sound Towing & Barge Co. để tháo dỡ vào ngày 29 tháng 3 năm 1962.

## Phần thưởng
Biloxi được tặng tưởng chín Ngôi sao chiến trận cho thành tích hoạt động trong Thế Chiến II.
|  |                                                                     |                           |
|  | Silver star · Bronze star · Bronze star · Bronze star · Bronze star |                           |
|  |                                                                     | Bronze star · Bronze star |

| Dãi băng Hoạt động Tác chiến            | Dãi băng Hoạt động Tác chiến                                            | Huân chương Phục vụ Trung Hoa                                           | Huân chương Phục vụ Trung Hoa                                            |
| Huân chương Chiến dịch Hoa Kỳ           | Huân chương Chiến dịch Châu Á-Thái Bình Dương với 9 Ngôi sao Chiến trận | Huân chương Chiến dịch Châu Á-Thái Bình Dương với 9 Ngôi sao Chiến trận | Huân chương Chiến thắng Thế Chiến II                                     |
| Huân chương Phục vụ Chiếm đóng Hải quân | Đơn vị Tuyên dương Tổng thống Philippine                                | Đơn vị Tuyên dương Tổng thống Philippine                                | Huân chương Giải phóng Philippine (Philippine) với 2 Ngôi sao Chiến trận |

## Tưởng niệm
Một phần cấu trúc thượng tầng của chiếc tàu tuần dương được dành lại không bị tháo dỡ và được dựng tại công viên Guice gần cảng tàu nhỏ Biloxi trên phố Lameuse ở Biloxi, Mississippi, nơi nó tiếp tục tồn tại cho đến ngày hôm nay. Chiếc chuông của con tàu được đặt tại đại sảnh của Tòa thị chính Biloxi.